# Дьюхи-тилантонгский миштекский язык
Дьюхи-тилантонгский миштекский язык (Central Nochistlán Mixtec, Diuxi-Tilantongo Mixtec, Mixteco de Diuxi-Tilantongo, Mixteco del este central, Tilantongo Mixtec) — миштекский язык, на котором говорят в городах Мехико, Оахака, Пуэбла, в 20 городах (деревнях) области Дьюхи и Тилантонго штата Оахака в Мексике. Диалект является разговорным в быту, ему обучают детей в большинстве миштекских домохозяйств. Это диалект далёк от других разновидностей миштекских диалектов. Численность носителей сокращалась вследствие эмиграции их в США.
Алфавит из издания 1972 года: A a, Ã ã, C c, Ch ch, D d, E e, Ẽ ẽ, F f, H h, I i, Ĩ ĩ, Ɨ ɨ, Ɨ̃ ɨ̃, J j, L l, M m, N n, Ñ ñ, O o, Õ õ, P p, Q q, R r, S s, T t, U u, Ũ ũ, V v, X x, Y y.